# Оздоровчий туризм у Нідерландах

### Медичний туризм уНідерландах
У Нідерландах є можливі  партнери, які б опікувалися міжнародним аспектом охорони здоров’я. Окрім іншого, європейські виміри громадського здоров’я, а також можливості та виклики політики ЄС (наприклад, чотири свободи єдиного ринку, стратегія охорони здоров’я ЄС тощо) та їхні наслідки для мобільності пацієнтів, прав пацієнтів та медичного туризму, а також транскордонні медичні послуги повинні бути прийняті до уваги.Кафедра міжнародного здоров'я Maastricht University під керівництвом проф. лікар. Гельмут Бранд стежитиме за тим, щоб державні та приватні міжнародні медичні та суміжні послуги в рамках голландської програми MBA відповідали стійкій європейській структурі, де зацікавлені сторони на європейському рівні, країни-члени ЄС та їхні громадяни є центральними партнерами. У січні 2010 року NHTV організовує чотириденний міждисциплінарний майстер -клас із міжнародних медичних послуг .
Це перша ініціатива щодо голландської програми MBA як частини європейської мережі MBA. Він охоплюватиме 4 основні експертизи та галузі, які об’єднані в послідовний інструментарій для менеджерів охорони здоров’я та професіоналів, яким потрібно мати справу з міжнародним сектором надання медичних послуг.

#### Amsterdam Health Tourism Expo
Amsterdam Health Tourism Expo проводиться в "The Postillion Convention Center" в Амстердамі, комерційному центрі Європи, між 02 і 03 червня 2023 року GO Fair і ALZ Fair.
Амстердамський конференц-центр і готель Postillion, де проходитиме ярмарок, знаходиться за 10 хвилин від центру Амстердама та за 15 хвилин від аеропорту Амстердам Шипол, завдяки станції метро, яка знаходиться поруч із ним.
Основна мета виставки – познайомити провідних постачальників медичних послуг Туреччини з відповідними організаціями в Нідерландах та зміцнити мережу між галузевими суб’єктами у відповідних країнах.

#### Постачальники медичних послуг
У Нідерландах немає поділу на державні та приватні лікарні. Натомість зроблено поділ на загальні, академічні та категорійні лікарні. Лікарні загального профілю - це ті, які надають медичну спеціалізовану допомогу 24 години на добу; академічні лікарні надають таку саму допомогу, але пов’язані з медичним факультетом університету; категорійні лікарні - це ті, які надають медичну допомогу та догляд за певною хворобою, сферою хвороб або пацієнтами певної вікової групи. У 2007 році в Нідерландах було 8 академічних, 82 загальних і 27 категорійних лікарень.
У Нідерландах існує два типи приватних клінік, а саме незалежні лікувальні центри (ZBC) і приватні клініки. ZBC визначаються як співпраця між двома або більше медичними фахівцями, тоді як приватні клініки — це співпраця між одним медичним фахівцем і немедичними фахівцями або між лише немедичними фахівцями. Обидва типи працюють незалежно від лікарень.Нідерланди відомі своєю однією з найкращих систем охорони здоров’я у світі, яка надає людям доступ до найсучасніших методів лікування та профілактичної допомоги. Голландська система охорони здоров’я в основному базується на трьох принципах: універсальний доступ до медичної допомоги, солідарність через обов’язкове медичне страхування (яке надається всім) і високоякісні медичні послуги. Кілька історичних тенденцій і змін, а також соціальні умови сформували голландську систему охорони здоров’я. Комплексні реформи 2006 року змінили роль зацікавлених сторін і суб’єктів у секторі охорони здоров’я, тоді як реформа 2015 року була спрямована на стримування витрат, пов’язаних з довгостроковим доглядом. 

### Лікувально-оздоровчі ресурси країни

#### Клімат
Лікувально оздоровчий туризм в Нідерландах славиться чудовою природою, яка відрізняється від сусідніх країн неймовірною кількістю культурних пам'яток старовини, що збереглися. Країна використовує близьку прихильність до моря в лікувально-оздоровчих цілях. У країні переважає морський вологий клімат. У країні досить тепло, але часті західні вітри навіть у найспекотніші місяці призводять до різкого зниження температури.Влітку середня температура повітря тримається на позначці +20°C, а взимку стовпчик термометра рідко опускається нижче +3°C. Розташування Нідерландів в помірних широтах на приатлантичних низовинах Європи визначає кліматичні особливості країни. Через її малих розмірів і відсутності значних височин кліматичні відмінності виражені слабо. Цілий рік, але особливо взимку, над країною проносяться циклони з боку Атлантики. Небо часто затягнуте хмарами, типова похмура, швидко змінюється погода з густими туманами. У середньому за рік буває всього 35 ясних днів. Завдяки переважанню західних вітрів, що дмуть з Північного моря, узимку в Нідерландах звичайно встановлюється м'яка погода, а влітку - прохолодна. Середня температура січня 2 ° C. Взимку бувають нетривалі періоди з негативними температурами, що чергуються з відлигами. Снігопади дуже рідкісні, і навіть взимку опади випадають у вигляді дощу. Середня температура липня +16-17 С. Влітку періоди прохолодної погоди чергуються з жаркими днями. Середньорічна кількість опадів 650-750 мм, їх максимальна кількість припадає на серпень-жовтень. 

#### Водні ресурси
Воду можна назвати одним із природних багатств Нідерландів. На практично все південне узбережжя Нідерландів забудовано санаторіями, які ґрунтувалися ще за старих часів. Курорт Заутеланде – типовий пляжний курорт, який, крім розважального та пляжного відпочинку, пропонує своїм гостям різноманітні спа-процедури та лікувально-оздоровчі програми з використанням дарів моря. Найрозвиненішим і найпопулярнішим курортом Нідерландів вважається по праву Схевенінген, морський курорт з своїм власним оздоровлення. У санаторії за допомогою водних процедур ось уже кілька століть ефективно лікують безліч різних захворювань. Окрім морських курортів у Нідерландах є й термальні курорти, найвідомішим з яких є курорт Thermae. Розташовується курорт поряд з містом Фалькенбург і має безліч басейнів з мінеральною водою, а також кілька гарячих джерел з насиченою мінералами і корисними елементами водою. Крім того, місцевий СПА-центр пропонує різноманітні косметичні процедури, спрямовані на омолодження та загальне зміцнення організму. Безперечною перевагою курорту є його близькість до столиці країни, на відміну від Thermae. Ще один цікавий морський курорт Kurhaus, який окрім класичних морських водних процедур та лікувально-оздоровчої гімнастики.

#### Інфраструктура
Готелі Нідерландів приймають туристів круглий рік, і навіть якщо Ви приймете рішення приїхати сюди взимку, тут завжди буде чим зайнятися. Мандрівникам, які шукають нових вражень і розваг, краще всього вирушити до Амстердаму. Це місто протилежностей - вільний стиль життя поєднується зі старовинними архітектурними будівлями. Приїжджаючи в Нідерланди взимку, можна не тільки відвідувати нічні клуби й оглядати визначні пам'ятки, а й вирушити на один зі штучно створених гірськолижних курортів .У літню пору туристи можуть ніжитися на прекрасних піщаних пляжах, покататися на роликах у парку, вирушити в піший або велопохід. А шанувальники дайвінгу, занурившись у Північному морі, можуть побачити кораблі, затонулі за часів Другої Світової війни. 

### Найкращі оздоровчі заклади в Нідерландах

#### Fort Resort Beemster
Fort Resort Beemster - цей форт 1912 року, внесений до списку Всесвітньої спадщини ЮНЕСКО, також є унікальним готелем у стилі еко-шик. Його колишні казарми були вміло перетворені на розкішні кімнати та люкси зі склепінчастими бочками, з яких відкривається чудовий вид на прилеглий канал і сільськогосподарські угіддя за ним. Дощова вода, сонячна енергія та залишкове тепло саун обігрівають помешкання. Оздоровчі центри включають усе: від масажу гарячим камінням до бамбукового масажу, а також масажу для майбутніх мам і турецької лазні тек’я (пальмовий корінь).

#### Fontana Resort Thermen Bad Nieuweschans
Fontana Resort Thermen Bad Nieuweschans - недалеко від кордону з Німеччиною біля Гронінгена єдині термальні води Нідерландів – 36C (98F), багаті мінералами та глибиною 0,5 км (0,3 милі) під землею – були відкриті лише у 1980-х роках. Сьогоднішній сучасний курорт Fontana, оточений парком, має критий і відкритий термальні басейни, а також майже дюжину саун із різним часом відвідування оголених і купальних костюмів. Деякі сауни виходять на територію нового часу з цілющим аметистом, запашною секвоєю та навіть відтворенням північного сяйва. Ви також можете виштовхнути човен за допомогою кріотерапії.

#### Готель Консерваторія
Готель Консерваторія - славетна консерваторія Амстердама, тепер модернізована феєрія кінця 19-го століття в стилі модерн, належить до найкращих готелів країни . Його шикарний сучасний мінімалізм був досягнутий славнозвісним італійським дизайнером П’єро Ліссоні. Усередині відзначений нагородами Akasha Holistic Wellbeing – частково міський відпочинок, частково оздоровчий центр – пропонує дивовижний набір процедур від енотерапії (на основі вина) до рефлексології, хамамів і масажів. Обгортання, ватсу (масаж на водній основі), пілінг і аюрведичні процедури розфарбовують картину, і ви також можете налаштувати свої сім чакр. 18-метровий (60-футовий) плавальний басейн і величезний тренажерний зал, а також інструктори з фітнесу та йоги пропонують виснажливий, якщо не виснажливий відпочинок.

#### Thermen Bussloo Wellness and Hotel
Thermen Bussloo Wellness and Hotel - готель Bussloo з видом на озеро Бусслоо поблизу Апелдорна намагається вивести вас із голови та повернути у ваше тіло. У цьому сучасному курорті панує виразна атмосфера нового віку, де гонги можуть лунати в саунах, а соляні кулі майже церемонно дробляться «жерцями» балування. Збивання берези по-російськи — лише для початку. Як щодо того, щоб поплисти в морському мексиканському сеноті , або воронці, або «подорожі ароматами» з ефірними оліями? Завершіть звукову медитацію в юрті, вкритій килимовим покриттям.

#### Готель Thermae 2000
Готель Thermae 2000 - приваблива, частково засклена пірамідальна будівля Thermae на вершині пагорба Кауберг неподалік Валкенбурга – чарівного історичного містечка, яке здавна приваблює мандрівників – саме по собі є майже орієнтиром. Розміщення включає в себе два люкси з джакузі на вершині піраміди, а в усіх номерах є термальна водопровідна вода. Тим не менш, це поєднання трьох відкритих басейнів разом із низкою саун (кульмінацією є спеціальний aufguss , де до клієнтів подається гаряча запашна пара), процедур і масажів, які є основним фактором.

#### Шато Сен-Жерлах
Шато Сен-Жерлах - цей старанно відреставрований колишній монастир і заміський маєток у гарній сільській місцевості поблизу Маастрихта може похвалитися парками та офіційними садами. Красиво оформлені номери та громадські зони варіюються від розкішних до грандіозних сільських. Спа та оздоровчий центр займають старовинні підвали маєтку, де 14-метровий (45 футів) басейн у римському стилі має розсувні скляні двері, які виходять на терасу.